# Тасійське газоконденсатне родовище
Тасійське газоконденсатне родовище — одне з родовищ півострова Ямал у Тюменській області Росії.

## Опис
Відноситься до тамбейської промислової зони. Розташоване за 635 км на північний схід від Салехарда. Було відкрите у 1988 році свердловиною № 27, пробуреною об'єднанням «Главтюменьгеологія». У межах родовища виявлено 28 газових та 20 газоконденсатних покладів. Колектор — пісковики з лінзовидними вкрапленнями глин та вапняків.
Запаси родовища за російською класифікаційною системою по категоріях С1+С2 складають 369 млрд м³.
Лінензія на розробку належить «Газпрому», як і на кілька сусідніх родовищ (Північно-Тамбейське, Малигінське та Західно-Тамбейське). Одним із варіантів розробки є входження у спілку із компанією «Новатек», що розвиває поряд широкомасштабний проект «Ямал ЗНГ» на базі Південно-Тамбейського родовища. Утім, попередні перемовини у 2013 році з цього питання не принесли результатів.
Станом на 2016 рік не розробляється.